# Sandefjord Fotball 2010
Questa voce raccoglie le informazioni riguardanti il Sandefjord Fotball nelle competizioni ufficiali della stagione 2010.

## Stagione
Il Sandefjord chiuse la stagione all'ultimo posto in classifica, retrocedendo così in Adeccoligaen. In campionato, non riuscì a vincere neanche un incontro in trasferta. L'avventura in Norgesmesterskapet si arrestò al quarto turno della competizione, per mano del Rosenborg. Victor Demba Bindia fu il calciatore più utilizzato in stagione, con 33 presenze (29 in campionato, 4 in coppa), mentre Malick Mané risultò essere il miglior marcatore con 7 reti (5 in campionato, 2 in coppa).

## Maglie e sponsor
Lo sponsor tecnico per la stagione 2010 fu Diadora, mentre lo sponsor ufficiale fu Jǫtunn. La prima divisa era completamente blu, con inserti bianchi. Quella da trasferta era invece totalmente rossa, sempre con inserti bianchi.
| Casa | Trasferta |

## Rosa
| N. |                                 | Ruolo | Calciatore            |
| -- | ------------------------------- | ----- | --------------------- |
| 1  | Norvegia (bandiera)             | P     | Joacim Heier          |
| 2  | Norvegia (bandiera)             | D     | Alexander Gabrielsen  |
| 3  | Danimarca (bandiera)            | D     | Martin Jensen         |
| 4  | Senegal (bandiera)              | D     | Victor Demba Bindia   |
| 5  | Norvegia (bandiera)             | D     | Martin Fossedal       |
| 6  | Danimarca (bandiera)            | D     | Rune Hansen           |
| 7  | Svezia (bandiera)               | C     | Panajotis Dimitriadis |
| 8  | Norvegia (bandiera)             | D     | Espen Nystuen         |
| 9  | Bosnia ed Erzegovina (bandiera) | A     | Samir Šarić           |
| 10 | Norvegia (bandiera)             | A     | Fredrik Gulsvik       |
| 10 | Norvegia (bandiera)             | C     | Rune Ertsås           |
| 12 | Norvegia (bandiera)             | P     | Stian Antonsen        |
| 12 | Norvegia (bandiera)             | P     | Espen Bugge Pettersen |

| N. |                                 | Ruolo | Calciatore                |
| -- | ------------------------------- | ----- | ------------------------- |
| 13 | Norvegia (bandiera)             | C     | Ørjan Røyrane             |
| 14 | Senegal (bandiera)              | A     | Malick Mané               |
| 15 | Gambia (bandiera)               | C     | Ebrima Sohna              |
| 16 | Norvegia (bandiera)             | C     | Kristoffer Normann Hansen |
| 16 | Norvegia (bandiera)             | C     | Samuel Isaksen            |
| 17 | Norvegia (bandiera)             | D     | Olav Zanetti              |
| 18 | Costa d'Avorio (bandiera)       | C     | Vamouti Diomande          |
| 19 | Norvegia (bandiera)             | A     | Eirik Lamøy               |
| 20 | Brasile (bandiera)              | C     | Marciano                  |
| 21 | Bosnia ed Erzegovina (bandiera) | C     | Admir Raščić              |
| 23 | Norvegia (bandiera)             | C     | Henrik Gustavsen          |
| 24 | Norvegia (bandiera)             | P     | Mathias Olsen             |
| 25 | Norvegia (bandiera)             | C     | Martin Torp               |

## Calciomercato

### Sessione invernale(dal 01/01 al 31/03)
| Acquisti | Acquisti              | Acquisti    | Acquisti   |
| R.       | Nome                  | da          | Modalità   |
| -------- | --------------------- | ----------- | ---------- |
| P        | Joacim Heier          | svincolato  |            |
| C        | Panajotis Dimitriadis | Vasalund    | definitivo |
| C        | Vamouti Diomande      | Bingerville | prestito   |
| C        | Rune Ertsås           | Sandefjord  | prestito   |

| Cessioni | Cessioni    | Cessioni | Cessioni   |
| R.       | Nome        | a        | Modalità   |
| -------- | ----------- | -------- | ---------- |
| C        | Erik Mjelde | Brann    | definitivo |

### Sessione estiva(dal 01/08 al 31/08)
| Acquisti | Acquisti        | Acquisti     | Acquisti   |
| R.       | Nome            | da           | Modalità   |
| -------- | --------------- | ------------ | ---------- |
| A        | Fredrik Gulsvik | Odd Grenland | definitivo |

| Cessioni | Cessioni              | Cessioni    | Cessioni      |
| R.       | Nome                  | a           | Modalità      |
| -------- | --------------------- | ----------- | ------------- |
| P        | Espen Bugge Pettersen | Sandefjord  | definitivo    |
| C        | Rune Ertsås           | Sandefjord  | fine prestito |
| C        | Samuel Isaksen        | Larvik Turn | definitivo    |
| C        | Admir Raščić          | svincolato  |               |

## Risultati

### Tippeligaen

#### Girone di andata
| Arbitro: | Øvrebø (Oslo) |

|                                  |           |  |
| R. Hansen 16’ (aut.) Kleiven 77’ | Marcatori |  |

| Arbitro: | Sandmoen (Kjelsås) |

|                           |           |            |
| Šarić 52’, 72’ Ertsås 70’ | Marcatori | 12’ Hoseth |

| Arbitro: | Hagen (Grue) |

|                                |           |                       |
| Mjelde 53’ Guastavino 83’, 90’ | Marcatori | 56’ Bindia 62’ Ertsås |

| Arbitro: | Olsen (Kristiansund) |

|          |           |            |
| Lamøy 6’ | Marcatori | 70’ Brenne |

| Arbitro: | Hafsås (Trondheim) |

|                                        |           |                      |
| Pedersen 22’, 71’ Sætra 45’ Berget 69’ | Marcatori | 45’ Nystuen 87’ Mane |

| Arbitro: | Berntsen (Vang) |

|  |           |            |
|  | Marcatori | 70’ Fellah |

| Arbitro: | Helgerud (Lier) |

|                      |           |                 |
| Ahamed 40’ Drage 90’ | Marcatori | 19’ Dimitriadis |

| Arbitro: | Edvartsen (Hamar) |

|  |           |           |
|  | Marcatori | 58’ Silva |

| Arbitro: | Hagen (Grue) |

|                                                         |           |  |
| Pedersen 20’ Sigurðarson 61’ Elyounoussi 83’ Occean 90’ | Marcatori |  |

| Arbitro: | Hafsås (Trondheim) |

|  |           |           |
|  | Marcatori | 64’ Niang |

| Arbitro: | T. Skjerven (Kaupanger) |

|           |           |  |
| Lafton 7’ | Marcatori |  |

| Sandefjord 16 maggio 2010, ore 18:00 12ª giornata | Sandefjord     | 0 – 0 referto | Viking | Komplett.no Arena (5.724 spett.)\| Arbitro: \| Hauge (Bergen) \| |
| Arbitro:                                          | Hauge (Bergen) |               |        |                                                                  |

| Arbitro: | Sælen (Bergen) |

|                                  |           |  |
| Mæland 22’ (rig.) Andreassen 36’ | Marcatori |  |

| Arbitro: | Hafsås (Trondheim) |

|             |           |              |
| Zanetti 37’ | Marcatori | 90’ Diskerud |

| Arbitro: | Øvrebø (Oslo) |

|            |           |  |
| Strand 86’ | Marcatori |  |

#### Girone di ritorno
| Arbitro: | Staberg (Harstad) |

|          |           |                         |
| Mane 28’ | Marcatori | 34’ Goodson 57’ Vikstøl |

| Molde 18 luglio 2010, ore 18:00 17ª giornata | Molde         | 0 – 0 referto | Sandefjord | Aker Stadion (9.233 spett.)\| Arbitro: \| Øvrebø (Oslo) \| |
| Arbitro:                                     | Øvrebø (Oslo) |               |            |                                                            |

| Arbitro: | Helgerud (Lier) |

|               |           |                                                 |
| R. Hansen 85’ | Marcatori | 17’ Bakke 36’ Moen 61’ Guastavino 67’ Huseklepp |

| Stavanger 1º agosto 2010, ore 18:00 19ª giornata | Viking               | 0 – 0 referto | Sandefjord | Viking Stadion (11.202 spett.)\| Arbitro: \| Olsen (Kristiansund) \| |
| Arbitro:                                         | Olsen (Kristiansund) |               |            |                                                                      |

| Arbitro: | Moen (Haugesund) |

|             |           |                       |
| Iversen 14’ | Marcatori | 76’ (aut.) Stadsgaard |

| Arbitro: | J. Skjerven (Kaupanger) |

|                          |           |  |
| Shelton 51’, 56’ Mos 90’ | Marcatori |  |

| Arbitro: | Sælen (Bergen) |

|  |           |                                     |
|  | Marcatori | 30’ Aunan 51’ Nordkvelle 88’ Kamara |

| Arbitro: | Sælen (Bergen) |

|            |           |  |
| Sellin 51’ | Marcatori |  |

| Arbitro: | Johansen (Brevik) |

|                                      |           |                                             |
| Lamøy 30’ Gulsvik 81’ Gabrielsen 90’ | Marcatori | 19’ Johansen 38’, 49’, 54’ Kayke 19’ Mourad |

| Arbitro: | Hagen (Grue) |

|                                           |           |  |
| Børven 9’, 35’, 67’, 80’ (rig.) Berge 90’ | Marcatori |  |

| Arbitro: | Berntsen (Vang) |

|  |           |           |
|  | Marcatori | 30’ Bolly |

| Arbitro: | Hafsås (Trondheim) |

|                          |           |                          |
| Arneng 20’ Arnefjord 69’ | Marcatori | 64’ Lamøy 88’ Gabrielsen |

| Arbitro: | Helgerud (Lier) |

|  |           |                   |
|  | Marcatori | 79’ (rig.) Đurđić |

| Arbitro: | Hagen (Grue) |

|                           |           |                 |
| Gunnarsson 10’ Hammer 71’ | Marcatori | 44’ Dimitriadis |

| Arbitro: | T. Skjerven (Kaupanger) |

|                                                  |           |                    |
| Mane 4’, 78’, 90’ Lamøy 45’ Dimitriadis 59’, 75’ | Marcatori | 51’ (aut.) Nystuen |

### Coppa di Norvegia
| Arbitro: | Gundersen |

|  |           |           |
|  | Marcatori | 29’ Šarić |

| Arbitro: | Eskås |

|                       |           |                         |
| Aoudia 24’ Møller 40’ | Marcatori | 17’, 48’ Šarić 50’ Mane |

| Sandefjord 9 giugno 2010, ore 18:00 Terzo turno                                               | Sandefjord | 4 – 2 referto     | Moss | Komplett.no Arena |
| \| \| \| \| \| Bindia 11’ Røyrane 34’ Mane 43’ Šarić 57’ \| Marcatori \| 50’, 59’ Kvalheim \| |            |                   |      |                   |
|                                                                                               |            |                   |      |                   |
| Bindia 11’ Røyrane 34’ Mane 43’ Šarić 57’                                                     | Marcatori  | 50’, 59’ Kvalheim |      |                   |

| Arbitro: | Berntsen (Vang) |

|                   |           |                                            |
| Lustig 59’ (aut.) | Marcatori | 3’ Skjelbred 45’, 68’ Moldskred 73’ Dorsin |

## Statistiche

### Statistiche di squadra
| Competizione      | Punti | In casa | In casa | In casa | In casa | In casa | In casa | In trasferta | In trasferta | In trasferta | In trasferta | In trasferta | In trasferta | Totale | Totale | Totale | Totale | Totale | Totale | DR  |
| Competizione      | Punti | G       | V       | N       | P       | Gf      | Gs      | G            | V            | N            | P            | Gf           | Gs           | G      | V      | N      | P      | Gf     | Gs     | DR  |
| ----------------- | ----- | ------- | ------- | ------- | ------- | ------- | ------- | ------------ | ------------ | ------------ | ------------ | ------------ | ------------ | ------ | ------ | ------ | ------ | ------ | ------ | --- |
| Tippeligaen       | 12    | 15      | 2       | 3       | 10      | 17      | 26      | 15           | 0            | 3            | 12           | 8            | 32           | 30     | 2      | 6      | 22     | 25     | 58     | -33 |
| Coppa di Norvegia | -     | 2       | 1       | 0       | 1       | 5       | 6       | 2            | 2            | 0            | 0            | 4            | 2            | 4      | 3      | 0      | 1      | 9      | 8      | +1  |
| Totale            | -     | 17      | 3       | 3       | 11      | 32      | 31      | 17           | 2            | 3            | 12           | 12           | 34           | 34     | 5      | 6      | 23     | 34     | 66     | -32 |

### Statistiche dei giocatori
| Giocatore         | Tippeligaen | Tippeligaen | Tippeligaen | Tippeligaen | Coppa di Norvegia | Coppa di Norvegia | Coppa di Norvegia | Coppa di Norvegia | Totale   | Totale | Totale      | Totale     |
| Giocatore         | Presenze    | Reti        | Ammonizioni | Espulsioni  | Presenze          | Reti              | Ammonizioni       | Espulsioni        | Presenze | Reti   | Ammonizioni | Espulsioni |
| ----------------- | ----------- | ----------- | ----------- | ----------- | ----------------- | ----------------- | ----------------- | ----------------- | -------- | ------ | ----------- | ---------- |
| S. Antonsen       | 0           | 0           | 0           | 0           | 0                 | 0                 | 0                 | 0                 | 0        | 0      | 0           | 0          |
| V. Bindia         | 29          | 1           | 3           | 0           | 4                 | 1                 | 0                 | 0                 | 33       | 2      | 3           | 0          |
| P. Dimitriadis    | 29          | 4           | 4           | 0           | 3                 | 0                 | 0                 | 0                 | 32       | 4      | 4           | 0          |
| V. Diomande       | 23          | 0           | 0           | 0           | 4                 | 0                 | 0                 | 0                 | 27       | 0      | 0           | 0          |
| R. Ertsås         | 16          | 2           | 0           | 0           | 2                 | 0                 | 0                 | 0                 | 18       | 2      | 0           | 0          |
| M. Fossedal       | 0           | 0           | 0           | 0           | 0                 | 0                 | 0                 | 0                 | 0        | 0      | 0           | 0          |
| A. Gabrielsen     | 23          | 2           | 2           | 0           | 4                 | 0                 | 0                 | 0                 | 27       | 2      | 2           | 0          |
| F. Gulsvik        | 9           | 1           | 0           | 0           | 0                 | 0                 | 0                 | 0                 | 9        | 1      | 0           | 0          |
| H. Gustavsen      | 15          | 0           | 2           | 0           | 2                 | 0                 | 0                 | 0                 | 17       | 0      | 2           | 0          |
| R. Hansen         | 24          | 1           | 4           | 0           | 3                 | 0                 | 0                 | 0                 | 27       | 1      | 4           | 0          |
| J. Heier          | 12          | 0           | 0           | 0           | 4                 | 0                 | 0                 | 0                 | 16       | 0      | 0           | 0          |
| S. Isaksen        | 4           | 0           | 1           | 0           | 1                 | 0                 | 0                 | 0                 | 5        | 0      | 1           | 0          |
| M. Jensen         | 21          | 0           | 1           | 0           | 3                 | 0                 | 0                 | 0                 | 24       | 0      | 1           | 0          |
| E. Lamøy          | 24          | 4           | 3           | 0           | 4                 | 0                 | 1                 | 0                 | 28       | 4      | 4           | 0          |
| M. Mane           | 26          | 5           | 1           | 1           | 4                 | 2                 | 0                 | 0                 | 30       | 7      | 1           | 1          |
| Marciano          | 14          | 0           | 5           | 0           | 1                 | 0                 | 0                 | 0                 | 15       | 0      | 5           | 0          |
| K. Normann Hansen | 0           | 0           | 0           | 0           | 0                 | 0                 | 0                 | 0                 | 0        | 0      | 0           | 0          |
| E. Nystuen        | 29          | 1           | 2           | 0           | 2                 | 0                 | 0                 | 0                 | 31       | 1      | 2           | 0          |
| M. Olsen          | 0           | 0           | 0           | 0           | 0                 | 0                 | 0                 | 0                 | 0        | 0      | 0           | 0          |
| E. Pettersen      | 18          | 0           | 1           | 0           | 0                 | 0                 | 0                 | 0                 | 18       | 0      | 1           | 0          |
| A. Raščić         | 11          | 0           | 1           | 0           | 1                 | 0                 | 0                 | 0                 | 12       | 0      | 1           | 0          |
| Ø. Røyrane        | 17          | 1           | 0           | 0           | 2                 | 1                 | 0                 | 0                 | 19       | 2      | 0           | 0          |
| S. Šarić          | 13          | 2           | 1           | 0           | 4                 | 4                 | 0                 | 0                 | 17       | 6      | 1           | 0          |
| E. Sohna          | 27          | 0           | 7           | 0           | 3                 | 0                 | 0                 | 0                 | 30       | 0      | 7           | 0          |
| M. Torp           | 13          | 0           | 1           | 0           | 3                 | 0                 | 0                 | 0                 | 16       | 0      | 1           | 0          |
| O. Zanetti        | 20          | 1           | 5           | 0           | 2                 | 0                 | 0                 | 0                 | 22       | 1      | 5           | 0          |